# Эмануэле Аппиано
Эмануэ́ле д’Аппиа́но (итал. Emanuele Appiano; ок. 1380, Пиза, Пизанская республика — 15 февраля 1457, Пьомбино, синьория Пьомбино) — представитель дома Аппиано, синьор Пьомбино с 1451 по 1457 год, пфальцграф Священной Римской империи с 1441 по 1457 год.
Вступил во владение синьорией после длительной борьбы с родственниками. Поддерживал добрососедские отношения с Неаполитанским королевством, Генуэской, Флорентийской и Сиенской республиками. Предоставил подданным привилегии, которые закрепил договором. Уделял особое внимание развитию производства и торговли в своих владениях.

## Биография

### Борьба за наследство
Родился в Пизе около 1380 года. Эмануэле был сыном Якопо I Аппиано, правителя Пизанской республики и Полиссены Паннокьески, дочери Эмануэле Паннокьески, графа Эльчи. После смерти Якопо I, ему наследовал единокровный старший брат Эмануле, граф Герардо Леонардо Аппиано, а после его смерти — племянник, Якопо II Аппиано, который умер бездетным. Владения дома, согласно завещанию старшего брата, в случае отсутствия у него наследников мужского пола, должны были перейти Эмануэле. Однако этого не случилось. Власть в синьории Пьомбино узурпировала его свояченица, Паола Колонна. После смерти вдовствующей синьоры владения дома перешли её дочери Екатерине Аппиано, племяннице Эмануэле, которая правила ими совместно с супругом, кондотьером Ринальдо Орсини.
Эмануэле неоднократно заявлял о своих правах на владения дома Аппиано. В августе 1441 года, узнав о серьезной болезни племянника, он присоединился к кондотьеру Бальдаччо д’Ангиари, напавшему на владения Якопо II. 28 августа армия кондотьера подступила к крепости Пьомбино. Якопо II поддержали сиенцы, и нападавшие потерпели сокрушительное поражение. После смерти свояченицы, Эмануэле попытался снова вернуть себе владения дома Аппиано, опираясь на силу. В 1448 году он обратился к своему тестю, королю Альфонсу I, вассалами которого были синьоры Пьомбино, с просьбой поддержать его законное право на владения дома Аппиано. В июне того же года армия короля Неаполя вторглась на территорию синьории. Несколько месяцев неаполитанцы бились с флорентийцами, пришедшими на помощь пьомбинцам. В сентябре 1448 король Альфонс I был вынужден снять осаду Пьомбино и отступить.

### Правление
После смерти Екатерины Аппиано, Совет старейшин Пьомбино избрал новым синьором Эмануэле, который, таким образом, осуществил своё законное право и получил владения дома Аппиано с согласия Флорентийской и Сиенской республик и при поддержке короля Неаполя. Его инаугурация состоялась 20 февраля 1451 года в церкви Святого Франциска вне стен. В тот же день новый синьор предоставил своим подданным многие привилегии, которые были закреплены договором и внесены в устав Пьомбино. Полный титул Эмануэле был следующим: граф Эмануэле д’Аппиано, синьор Пьомбино, Скарлино, Популонии, Суверето, Буриано, Аббадья-аль-Фаньо, Виньяле, Валле, Монтиони и островов Эльба, Монтекристо, Пьяноза, Черболи и Пальмайола, пфальцграф Священной Римской империи.
Используя военную силу и деньги, Эмануэле вскоре освободил свои владения от членов дома Орсини, родственников супруга племянницы. Последняя перед смертью думала передать владения дома Аппиано Генуэзской республике, но не успела. Попытка Генуи захватить Пьомбино и остров Эльбу, воспользовавшись кризисом власти в синьории, также оказалась безуспешной. В 1454 году новый синьор Пьомбино получил от дожа Генуи предложение о браке своего наследника с сестрой дожа и принял это предложение. Годом ранее Эмануэле поступил на службу в армию Флорентийской республики в звании капитана кавалерии. Синьор Пьомбино также поддерживал хорошие отношения с Сиенской республикой.
Обеспечив безопасность границ своих владений, он сосредоточился на развитии в синьории торговли и производства. Пьомбинцы уважали своего правителя и оказали радушный приём его супруге Колии де Джудичи (ок. 1430 — 1473/1475), переехавшей к нему в Пьомбино. Она была незаконнорожденной дочерью короля Альфонса I. Эмануэле сочетался с ней браком в Тройе в 1445 году. Их брак был бездетным, но у синьора Пьомбино были два бастарда — Якопо (1422/3 — 22.03.1474), который наследовал ему под именем Якопо III и Якопо Витторио (ок. 1430 — 1484), принявший священный сан и ставший епископом Гравины и апостольским протонотарием. Эмануэле Аппиано умер в Пьомбино 15 февраля 1457 года.